# مجلس شورى القوانين
مجلس شورى القوانين هو هيئة تشريعية تم العمل بها في مصر في الفترة بين 1883 و1913.
ففي أول مايو عام 1883، وأثناء الاحتلال البريطانى، أصدر الخديوى توفيق القانون النظامي، وبمقتضاه شكل مجلس شورى القوانين. وكان يتكون من ثلاثين عضواً، يقوم الخديوي بتعيين أربعة عشر منهم بصفة دائمة و يتم اختيار الرئيس وأحد الوكيلين من بينهم. أما باقي الأعضاء الستة عشر فيتم انتخابهم ويختار الوكيل الثاني من بينهم.

## أعضاؤه
من أشهر أعضائه الإمام محمد عبده، والشيخ حسن عبد الرازق (والد علي عبد الرازق ومصطفى عبد الرازق).عبدالمجيد باشا سلطان